# روبرت غاردينر
روبرت غاردينر هو سياسي كندي، ولد في 24 فبراير 1879 في أبردينشاير في المملكة المتحدة، وتوفي في 6 فبراير 1945 في كالغاري في كندا. حزبياً، نشط في إتحاد مزارعي ألبرتا ‏. وقد انتخب عضو مجلس العموم الكندي.